# 金山葵
金山葵（学名：Syagrus romanzoffiana）为棕榈科金山葵属下的一个种。

## 扩展阅读
- 維基物種上的相關：金山葵